# Euconulus
Euconulus is een geslacht van weekdieren uit de klasse van de Gastropoda (slakken).

## Soorten
- Euconulus callopisticus (Bourguignat, 1880)
- Euconulus fulvus (Müller, 1774) - Gladde tolslak
- Euconulus trochiformis (Montagu, 1803) - Bos-tolslak of Middelste tolslak
- Euconulus praticola (Reinhardt, 1883) - Moerastolslak